# Парапроктитис
Парапроктитис инфламаторни је процес који се развија у ткивима која окружују ректум. Настаје након продирањем инфекције кроз аналне жлезде из ректалног лумена у дубоке слојеве ректалног подручја.
Акутни облик парапроктитиса карактеришу уобичајени знаци инфекције тела - мучнина и вртоглавица, повраћање и благи тремор горњих удова, изражена слабост и гнојни исцедак. 
Хронични парапроктитис има све симптоме карактеристичне за акутни облик болести, али у мање израженој форми. Овај облик увек доводи до формирања фистуле из које се дренира гнојно-сукрвичави садржај прачен константном иритацијом перинеума која доводи до израженог свраба.
Златни стандард у постављању дијагнозе парапроктитиса је трансректални ултразвук, како код акутног тако и код хроничних облика болести.
Методе лечења зависе од природе упале, али увек захтевају операцију.

## Епидемиологија
Парапроктитис је једно од најчешћих проктолошких обољења, са учешћем од 20-40% у свим болестима ректума. По учесталости је на 4. месту после хемороида, аналних фисура и колитиса.
Полне разлике
Мушкарци чешће оболевају од парапроктитиса у односу на жена. Овај однос се креће од 1,5:1 до 4,7:1. 
Старосне разлике
Парапроктитис је првенствено болест одраслих: мада су описани и ретки случајеви болести код деце.

## Етиологија
Парапроктитис је најчешће узрокован мешаном патогеном микрофлором, у којој најчешче преовладавају следечи узрочници инфекције:
- стрептококе,

- ешерихија

- стафилококе.

У веома ретким случајевима парапроктитис је узрокован растом специфичних патогених микроорганизама: бацил туберкулозе, клостридија или актиномикоза. 

### Начини уношења инфекције у параректално ткиво
У етиологији парапроктитиса, уношење инфекције у аноректално ткиво је од највеће важности. Инфекција може продрети кроз оштећену слузокожу ректума, хематогеним и лимфогеним путем, из суседних органа захваћених инфламаторним процесом .
Бројни истраживачи сматрају да је парапроктитис прилично честа компликација неспецифичног улцерозног колитиса и Кронове болести .
Гнојни процеси у ћелијским просторима око ректума примећују се код обољења простате, уретре, парауретралног простора, Куперове жлезде, органа женског гениталног подручја (периметритис, бартолинитис), понекад са остеомијелитисом карличних костију, туберкулозом кичме.

### Путеви ширења инфламаторног процеса
Ширење инфекције код парапроктитисом потиче из ректума. Улазна капија су аналне крипте и канали аналних жлезда, или (много ређе) оштећена слузокожа аналног канала. У почетку се нека крипта упали, и у њој се формира унутрашњи отвор фистуле. Затим инфекција продире кроз канале аналних жлезда доспева у њихове гране, локализоване у субмукозним или интермускуларним слојевима. Када инфекција продре кроз оштећену цревну слузокожу, могуће је њено даље ширење кроз интерстицијалне пукотине, као и лимфогеним и хематогеним путевима. Због крхкости субмукозног слоја црева, апсцеси ове локализације се лако и брзо шире нагоре, пилингом слузокоже. Гнојне пруге, ширећи се дуж васкуларних грана, продиру у међумишићне просторе између кружних и уздужних слојева мишића цревног зида.
Ширећи се дуж грана аналних жлезда и уништавајући их, гној продире у параректалне ћелијске просторе (субмукозни, поткожни, илеоректални, карлично-ректални и ретроректални). У зависности од степена вируленције флоре, реактивности организма, процес може бити ограничен у било којој области или распрострањен у ткиву суседних анатомских региона.
Када се гнојни процес шири, важни су и услови за дренежу. Ако се апсцес добро дренира дуж широке комуникације са цревом или има приступ кожи, могу се очекивати минималне лезије ћелијских простора карлице. Ако нема таквих услова, око ректума може да се формира много гнојних пролаза са пругама у различитим ћелијским просторима. Могући продори апсцеса на кожу у различитим областима (спољни фистулозни отвори). 
Код парапроктитисом, описани су и фистулозни отвори на скротуму, бутини и предњем трбушном зиду. Поред тога, није искључена могућност руптуре апсцеса у лумен црева на нивоу његовог ампуларног дела, па чак и у трбушну дупљу .

### Узроци хроничног тока болести
Савремени истраживачи сматрају акутни и хронични парапроктитис стадијумима исте болести. Ранијих година се нашироко расправљало о томе зашто се фистула ректума ( хронични парапроктитис ) тако често формира након отварања акутног парапроктитиса.

#### Фактори који утичу на хронични ток болести
- Унутрашњи отвор фистуле (прекривен епителном облогом, ушће инфициране једне или више аналних жлезда које се отварају у морганијевој крипти ) је извор сталне или периодичне инфекције параректалног ткива.
- Присуство формираног фистулозног тракта, појединачног или разгранатог, који се налази површно или дубоко у ткивима карлице. Зарастање се спречава епителизацијом зидова фистулозног тракта, што спречава њихово отпадање и оставља лумен отвореним за реинфекцију. Унутрашња површина фистулозног тракта обложена је гранулационим ткивом или жлезданим епителом .
- Активација успаване хируршке инфекције. Инфекција може дуже или мање дуго остати у ткивима тела без изазивања болести (латентна фаза), али се потом, под утицајем различитих фактора, манифестује у облику акутног парапроктитиса (активна фаза). Са парапроктитисом, фокус успаване инфекције може имати морфолошки супстрат. То су или ожиљци на месту отвореног апсцеса, или остатак фистулозног тракта, или испреплетена, неотворена пруга.

### Облици
Парапроктитис се као и свака друга болест може јавити у више облика:
- Према етиолошкој основи - парапроктитис може бити банални, специфични и посттрауматски.
- Према активности инфламаторног процеса - парапроктитис може бити акутни, инфилтративни и хронични (фистуле ректума).
- Према локализацији апсцеса инфилтрата - парапроктитис може бити поткожни и субмукозном, исхиоректални, пелвиоректални и ретроректални.
- Према локацији унутрашњег отвора фистуле - парапроктитис може бити предњи, задњи, бочни.
- У односу на фистулозни тракт и влакна сфинктера  - парапроктитис може бити интрасфинктерични (субкутано-субмукозна), транссфинктерични и екстрасфинктерични
- Према локацији патолошког процеса - парапроктитис може бити површни и дубоки.

#### Акутни парапроктитис
Акутни облик парапроктитиса се може се јавити у једном од следећих облика, као:
Субакутни парапроктитис
Субкутни парапроктитис који неки називају аноректални апсцес, карактерише се развојим гнојне колекције (апсцеса) у поткожном ткива перианалног подручју. Субкутани парапроктитис је тип патолошког процеса који се најлакше лечи и има изузетно позитивне прогнозе, ако се благовременом примени адекватна терапија.
Интрасфинктерни парапроктитис
Код овог облика парапроктитиса инфламаторни процес директно утиче на анални сфинктер - ција су ткива првенственозахваћена.
Исхиоректални парапроктитис
Код овог типа патолошког процеса гнојна упала је локализована у илеао-ректалној јами. 
Пелвиоректални парапроктитис
Код овог облика парапроктитиса гнојни процес се активно развија унутар карлице. 

#### Хронични парапроктитис
Хронични парапроктитис је последица нестручног или неадекватног лечења акутне форме парапроктитиса, када примарни (акутни) парапроктитис постепено прелази у хронични са честим рецидивима. Код овог облика формирана апсцесна шупљина дуго перзистира у перианалном простору, јер дуго не зацјељује - и на њеном месту се формира фистула, која повремено постаје упаљена, чак и након краткотрајна констипације.

## Клиничка слика
Клиничке манифестације парапроктитиса су:
- бол у аноректалном пределу,
- оток пределу чмара (ануса),
- општа слабост,
- грозница и повишена температура.

Додатне тегобе карактеристичне за фистулу укључују иритацију коже око ануса, цурење гноја (што је повезано са олакшањем стања пацијента), грозницу и општу слабост.

## Дијагноза
Дијагноза се поставља анамнезом и физичким прегледом пацијента. 
Физички прегледом и палпацијом (који се због упалног процеса карактерише интензивним болом) открива се локализације инфламаторног фокуса. 
Лабораторијско испитивање крви се користи као обавезан преглед за утврђивање дијагнозе - јер повећан број леукоцита и брзина седиментације еритроцита у крви указује на интензитет инфекције.
Од допунских преглед у дијагностици хроничне форме инфламаторног процеса обавља се:
- преглед перинеума;
- преглед ануса;
- дигитални преглед аналног канала;
- сондирање фистуле (ако је доступно).

а од имиџинг метода:
- ректоаноскопија,
- фистулографија,
- ултрасонографија,
- аноскопија.

## Терапија
Сваки облик инфламаторног процеса захтева хируршку интервенцију која обухвата:
- отварање гнојног фокуса;
- дренажу гнојног садржаја,
- идентификацију извора инфекције;
- уклањање извора гнојне инфекције..

Оперативни захват код парапроктитиса врши се у епидуралној или сакралној анестезији а у случају обимније абдоминалне лезије, и у општу анестезији.
Ексцизија фистуле у лумен црева је операција избора код интрасфинктеричне и транссфинктеричне фистуле. Код екстрасфинктеричне фистуле потребно је извршити ексцизију фистуле, пластични трансфер слузокоже ради затварања њеног унутрашњег отвора уз очување аналног сфинктера. У присуству екстензивних ожиљака и гнојних цурења, треба урадити лигатуру након ексцизије фистуле.
Код хроничног парапроктитиса, хируршке методе се бирају на основу типа фистула:
- код интрасфинктеричног парапроктитиса - отварање, лаважирање и дренирање апсцеса и елиминација унутрашње рупе,
- код транссфинктеричног парапроктитиса - ексцизија фистуле уз пластику сфинктера,
- код екстрасфинктеричног парапроктитиса - ексцизија фистуле са Хипократовом лигацијом.

## Превенција
Да би се смањио ризик од парапроктитиса, треба предузмитемере заштитите од полно преносивих инфекција (СПИ). Најсигурнији начин за спречавање полно преносивих болести је уздржавање од секса са непознатим особама, посебно аналног. Да би се мањио ризик од полно преносивих болести неопходно је:
- ограничите број сексуалних партнера
- коришћење кондома од латекса током сваког сексуалног контакта
- на ступати у секс са особом која има необичне ране или исцедак у пределу гениталија

Ако пацијенту постављена дијагноза полно преносиве инфекција, неопходно је да престане са сексом док не заврши лечење, односно док му лекар то не одобри. 

## Литартура
- Vorob'ev G.I. (Basis of coloproctology). Moscow: “Medical informative agency”, 2006, 330 p. (in Russian).
- Sergatskiy K.I., Nikolsky V.I., Klimashevich A.V., Gerasimov A.V., Kostiukova I.M. (Determination of dynamic of inlammatory processes of sot tissue in acute anaerobic non-clostridial paraproctitis based on data of joulemetry). Vestnik of experimental and clinical surgery), 2015, №4 (vol. 8), pp. 357–362. (in Russian).
- Perera A.P., Howell A.M., Sodergren M.H. A pilot randomised controlled trial evaluating postoperative packing of the perianal abscess // Langenbecks Arch. Surg. 2015. (vol. 400). №2. pp. 267–271.